# Шота Нонікашвілі
Шота Нонікашвілі (груз. შოთა ნონიკაშვილი; нар. 10 січня 2001, Тбілісі, Грузія) — грузинський футболіст, центральний півзахисник черкаського ЛНЗ.

## Клубна кар'єра
Народився в Тбілісі. З 2017 по 2020 рік висутпав за «Сабуртало U-19». За першу команду клубу дебютував 13 вересня 2020 року в нічийному (0:0) домашньому поєдинку 11-го туру Ліги Еровнулі проти столичного «Мерані». Шота вийшов на поле на 66-й хвилині замість кенійця Елвіна Тери. На початку січня 2021 року переведений до першої команди. Першими голами на професійному рівні відзначився 14 березня 2021 року на 16-й та 45+3-й хвилинах програного (3:4) виїзного поєдинку 4-го туру Ліги Еровнулі проти тбіліського «Динамо». Нонікашвілі вийшов на поле в стратовому складі, а на 63-й хвилині його замінив Дмитро Мандриченко. За 5 сезонів у складі столичної команди у вищому дивізіоні чемпіонату Грузії зіграв 99 матчів (20 голів), 13 матчів (2 голи) у кубку Грузії та 2 матчі (1 гол) у суперкубку Грузії, а також 8 матчів (1 гол) у Лізі конференцій УЄФА.
23 серпня 2024 року підписав контракт з ЛНЗ. За даними інтернет-порталу Transfermarkt сума переходу склала 250 000 євро.
На міжнародному рівні дебютував за Грузію в збірній U-17, 16 серпня 2017 року в переможному (4:0) домашньому товариському поєдинку проти Білорусі (U-17). Шота вийшов на поле в стартовому складі та відіграв увесь матч, а на 46-й хвилині відзначився дебютним голом на міжнародному рівні. За команду U-17 відзначився 3-ма матчами в 15-ти поєдинках. Виступав також за юнацькі збірній Грузії (U-18) та (U-19).
У футболці молодіжної збірної Грузії дебютував 29 березня 2021 року в переможному (4:1) домашньому товариському поєдинку проти молодіжної збірної Білорусі. Нонікашвілі вийшов на поле на 46-й хвилині замість Зураба Гігашвілі. Загалом за грузинську «молодіжку» зіграв 7 матчів.

## Досягнення
«Іберія 1999»
- Кубок Грузії
  -  Володар (2): 2021, 2023

- Суперкубок Грузії
  -  Фіналіст (1): 2022